# Blessed (2004)
Blessed is een Britse horrorfilm uit 2004 onder regie van Simon Fellows.

## Verhaal
In New York wil het jonge echtpaar Craig en Samantha Howard boven alles een baby laten opgroeien, maar de ongepubliceerde schrijver en de onderwijzeres lijken hun dromen in de ijskast te moeten zetten wanneer blijkt dat het stel via de natuurlijke weg geen kinderen zal kunnen krijgen. Via Dr. Lohman komt het koppel in contact met het Spiritus Research Institute en vestigt zich tijdelijk in Lakeview, waar de vruchtbaarheidskliniek naar kinderen snakkende mensen kan helpen bij het opwekken van een minder natuurlijke zwangerschap. In Lakeview, een stadje nabij New York, nemen Craig en Samantha hun intrek in een klein, aantrekkelijk chalet om tijdens de behandelingskuur voortdurend in de buurt van de kliniek te verblijven.
Dr. Leeds verwelkomt Craig en Samantha in "Project New Dawn", waarin de arts een tiental eitjes uit de eierstok van de vrouw neemt, de eitjes bevrucht met het sperma van de man en tijdens het bevruchten een rode substantie in de vrucht brengt. Samantha krijgt twee embryo's in haar baarmoeder geplaatst, waardoor het eventueel afstoten van de ene embryo kan worden opgevangen door het functioneren van de andere embryo.
Samantha kijkt vanuit het chalet regelmatig uit het raam naar minder aangename perikelen die zich in de woning tegenover afspelen. Mr. en Mrs. Gruber verlaten op een avond per auto het terrein en Samantha ziet een man met zwart capuchon voor het huis van haar buren achterblijven. Tijdens de autorit moeten Mr. en Mrs. Gruber in hun rustpauze een duivelse zwangerschap bekopen met een exorcistische moord. Detectives Harry Lauderdale en Ray Connors storten zich op de plotselinge verdwijning van de verwachtende echtgenoten.
De opdringerige Betty, makelaar van Spiritus Real Estates, adviseert Craig en Samantha te verhuizen naar de stijlvolle stek aan de overkant, maar een nijpend gebrek aan geld speelt hen parten in het huren van de witte woonst. Op een feest in Betty's optrekje maakt Craig kennis met de schatrijke Earl Sidney, onder meer werkzaam in onroerend goed, die als uitgever zijn geloof in de beginnende schrijver uit met een voorschot van 100.000 dollar op zijn volgende boek. Verblind door het geld gaat Craig, gesteund door zijn literair agent J. Lloyd Samuel, in zee met de miljonaire eigenaar van het Spiritus Research Institute. Samuel onderzoekt de handel en wandel van de gulle (uit)gever op het internet, confronteert Earl in zijn imperium met de kloonpraktijken van het instituut, maar stort door vergiftiging dood ter aarde tijdens het telefonisch waarschuwen van Craig en Samantha. Earl papt aan met de naïeve nieuweling in de wereld der auteurs, waarbij hij vormgeefster Bridget een passende coverillustratie en een fotografe een geschikte portretfoto van de jonge schrijver laat maken.
Bij een controle verneemt Samantha van Dr. Leeds het blijde nieuws dat ze een tweeling op de wereld zal zetten, maar de kinderlijke klonen veroorzaken zo goed als onveranderlijk een pijnlijk, krassend gevoel in haar buik. Craigs fixatie op zijn nieuwe boek brengen creëren een emotionele afstand tussen het koppel. Op het feest ter ere van Craigs boekpresentatie toont Earl Samantha zijn persoonlijke collectie. Earl vertelt: "St. Ambrose di Chiesa, slaaf van de engel van het licht, keerde terug om zijn meester te slachten. Het licht verliet vervolgens de wereld en de volgende eeuwen werden bekend als de "Donkere Eeuwen". In Italië staat een klooster waarin zich vermoedelijk een fles bevindt met het bloed van de engel des duivels. Door het vinden van de fles met Lucifers bloed zal de nieuwe apocalyps beginnen en het licht voorgoed terugkeren in de wereld."
Samantha ziet visioenen van een man met zwart capuchon en raakt bevriend met Father Carlo, een evangelistische priester – "Evangelists" is een anagram van "Evil's Agents" – die haar wil waarschuwen voor het pact dat ze onbewust met het kwaad heeft gesloten. Earl heeft zich met zijn kliniek aangesloten bij de "The New Light of Dawn", een geheime kerk die duivelaanbidding hoog in het vaandel heeft staan. De rode substantie in Samantha's embryo's betreft Lucifer's DNA. Father Carlo wil Samantha verlokken tot een groen drankje, maar de zwangere blondine werpt de vloeistof naar de "zwarte" priester – waardoor diens gezicht verbrand raakt – en het glas tegen de slapen van de gelovige freak – waardoor hij met bebloed gezicht zijn noodplan moet inzetten. In Paradise Gardens Motel sluit Samantha zichzelf op in de badkamer, terwijl de priester het motel met benzine in vuur en vlam zet. Na een verontrustend telefoontje stapt Craig onmiddellijk uit de onderhandelingen met Earl en vlucht met detectives Lauderdale en Connors naar het gastenverblijf om Samantha uit haar verstikkende situatie te bevrijden. Father Carlo dendert met zijn wagen door het pand van de kliniek om in het kantoor van Dr. Leeds te eindigen. Na het prediken van "He who walks with Satan shall burn in Hell" steekt hij, besprenkeld met benzine, zichzelf in de hens met een aansteker.
Samantha en Craig ontkomen aan de duivelse daden van het Spiritus Research Institute. Vijf jaar later viert het echtpaar de verjaardag van hun tweelingdochters met een gekostumeerd feest, waar Luke, vermomd als de duivel, de meisjes treitert en zich dodelijk verslikt in een druif. In afschuw kijkt Samantha naar haar duivelse dochters.

## Rolverdeling
- Heather Graham - Samantha Howard
- James Purefoy - Craig Howard
- Fionnula Flanagan - J. Lloyd Samuel
- David Hemmings - Earl Sidney
- Stella Stevens - Betty
- Andy Serkis - Father Carlo
- Debora Weston - Dr. Leeds
- Michael J. Reynolds - Dr. Lohman
- William Hootkins - Harry Lauderdale
- Alan McKenna - Ray Connors
- Gelu Nitu - Mr. Guber
- Michele Gentille - Mrs. Guber
- Oxana Moravec - Bridget
- Clara Voda - fotografe
- Star Lynden-Bell - tweelingdochter
- Tess Lynden-Bell - tweelingdochter